# Perossido di benzoile
Il perossido di benzoile (o benzoperossido o benzoilperossido) è un perossido organico avente formula bruta C14H10O4.
È un agente cheratolitico utilizzato, spesso in associazione con antibiotici, per il trattamento dell'acne.

## Produzione
Il perossido di benzoile è stato sintetizzato la prima volta a partire da cloruro di benzoile e perossido di bario, probabilmente secondo la seguente reazione:
{\displaystyle {\ce {2C6H5C(O)Cl\ +\ BaO2\ ->\ [C6H5C(O)]2O2\ +\ BaCl2}}}
Successivamente questo processo è stato soppiantato dalla sintesi a partire da cloruro di benzoile e perossido di idrogeno.

## Utilizzi
Il perossido di benzoile trova impiego nella cura dell'acne, come agente sbiancante per i denti e i capelli e come iniziatore radicalico nelle polimerizzazioni.

### Impiego come iniziatore radicalico
Il perossido di benzoile viene utilizzato come iniziatore radicalico. Questo impiego si basa sul fatto che il perossido di benzoile sottoposto a riscaldamento subisce una scissione omolitica del legame {\displaystyle {\ce {O-O}}}, con formazione di due radicali:
{\displaystyle {\ce {[C6H5C(O)]2O2->2C6H5CO2^{\bullet }}}}
La facilità di un composto chimico a decomporsi viene rappresentata dall'emivita, che per il perossido di benzoile è di un'ora a 92 °C e un minuto a 131 °C.

### Usi clinici
Tale composto è impiegato principalmente nel trattamento topico dell'acne, spesso associato ad antibiotici o antimicotici.
L'efficacia del benzoperossido nel trattamento dell'acne vulgaris è attribuita anche alla sua attività antibatterica, specialmente nei confronti del Propionibacterium acnes e dello Staphylococcus epidermidis.

#### Farmacodinamica
Benzoilperossido è dotato di proprietà essiccanti e cheratolitiche. La molecola svolge anche azione di inibizione della formazione di comedoni (azione comedolitica). È stato dimostrato un effetto antiseborroico che si associa alla capacità di ridurre la concentrazione nel sebo di alcuni acidi grassi liberi, che possono generare irritazione cutanea.

L'attività antibatterica è dovuta presumibilmente al rilascio di ossigeno attivo o radicale libero capace di ossidare le proteine batteriche.

#### Farmacocinetica
Il benzoperossido a seguito di applicazione topica viene assorbito dalla cute nella quale viene metabolizzato ad acido benzoico e successivamente escreto sotto forma di benzoato nelle urine.

#### Dosi terapeutiche
Le creme, i gel e le lozioni a base di benzoperossido si applicano topicamente, da una a quattro volte al giorno.
Il prodotto deve essere steso in strato sottile sulla cute affetta, e ne deve essere favorito il completo assorbimento tramite un leggero massaggio con la punta delle dita.

#### Effetti collaterali
Il composto è leggermente irritante e può causare una sensazione di dolore urente e bruciore per un breve periodo di tempo dopo l'applicazione. Con l'uso continuato questi effetti tendono a scomparire.
Dopo una o due settimane di trattamento alcuni soggetti possono sviluppare una eccessiva secchezza ed esfoliazione cutanea, che spesso si accompagna a sensazione di prurito.
Sono state segnalate reazioni da ipersensibilità: eczema, dermatite da contatto, rash cutaneo, orticaria.

#### Avvertenze
Si deve evitare il contatto con gli occhi o l'applicazione su cute infiammata, lesa o altamente sensibile.
Non si deve impiegare in combinazione con detergenti abrasivi. Può decolorare peli e tessuti.